# 中西貴映
中西貴映（日语：／ Nakanishi Kie，1995年12月24日—），日本女子羽毛球運動員。神奈川縣相模原市出生，畢業於相模原市立清新中学校、埼玉県立大宮東高校及早稻田大學。2018年4月加入日本Unisys株式會社，並為旗下羽毛球部的成員，2022年4月1日，日本Unisys株式會社改名為BIPROGY株式會社，隊員編號為6號。

## 簡歷
2018年2月，中西貴映與星千智出戰奧地利羽毛球公開賽。在女雙决赛中，表现更胜一筹以2比0 （21-15、21-18）击败了队友的保原彩夏/曾根夏姬，贏得開門紅。

## 主要比賽成績
只列出曾進入準決賽的國際賽事成績：
| 年份   | 賽事                     | 公開賽級別 | 項目     | 拍檔     | 成績   |
| ------ | ------------------------ | ---------- | -------- | -------- | ------ |
| 2017年 | 美國羽毛球黃金大獎賽     | 黃金大獎賽 | 女子雙打 | 東野有紗 | 準決賽 |
| 2018年 | 奧地利羽毛球公開賽       | 國際挑戰賽 | 女子雙打 | 星千智   | 冠軍   |
| 2018年 | 紐西蘭羽毛球公開賽       | 超級300賽  | 女子雙打 | 東野有紗 | 準決賽 |
| 2018年 | 俄羅斯羽毛球公開賽       | 超級100賽  | 女子雙打 | 星千智   | 冠軍   |
| 2018年 | 印尼羽毛球國際挑戰賽     | 國際挑戰賽 | 女子單打 | －       | 準決賽 |
| 2019年 | 芬蘭羽毛球公開賽         | 國際挑戰賽 | 女子雙打 | 岩永鈴   | 準決賽 |
| 2019年 | 南澳洲羽毛球國際賽       | 國際挑戰賽 | 女子雙打 | 岩永鈴   | 冠軍   |
| 2019年 | 雪梨羽毛球國際賽         | 國際系列賽 | 女子雙打 | 岩永鈴   | 準決賽 |
| 2019年 | 荷蘭羽毛球公開賽         | 超級100賽  | 女子雙打 | 岩永鈴   | 亞軍   |
| 2019年 | 杜拜羽毛球國際挑戰賽     | 國際挑戰賽 | 女子雙打 | 岩永鈴   | 冠軍   |
| 2021年 | 比利時羽毛球國際賽       | 國際挑戰賽 | 女子雙打 | 岩永鈴   | 冠軍   |
| 2021年 | 海洛羽毛球公開賽         | 超級500賽  | 女子雙打 | 岩永鈴   | 亞軍   |
| 2022年 | 亞洲羽毛球錦標賽         | 其他       | 女子雙打 | 岩永鈴   | 亞軍   |
| 2023年 | 北極羽毛球公開賽         | 超級500賽  | 女子雙打 | 岩永鈴   | 準決賽 |
| 2023年 | 丹麥羽毛球公開賽         | 超級750賽  | 女子雙打 | 岩永鈴   | 準決賽 |
| 2023年 | 賽義德·莫迪羽毛球國際賽  | 超級300賽  | 女子雙打 | 岩永鈴   | 冠軍   |
| 2024年 | 馬來西亞羽毛球公開賽     | 超級1000賽 | 女子雙打 | 岩永鈴   | 準決賽 |
| 2024年 | 亞洲羽毛球團體錦標賽     | 其他       | 女子團體 | －       | 季軍   |
| 2024年 | 西班牙馬德里羽毛球大師賽 | 超級300賽  | 女子雙打 | 岩永鈴   | 冠軍   |
| 2024年 | 泰國羽毛球公開賽         | 超級500賽  | 女子雙打 | 岩永鈴   | 準決賽 |
| 2024年 | 馬來西亞羽毛球大師賽     | 超級500賽  | 女子雙打 | 岩永鈴   | 冠軍   |
| 2024年 | 美國羽毛球公開賽         | 超級300賽  | 女子雙打 | 岩永鈴   | 冠軍   |
| 2024年 | 加拿大羽毛球公開賽       | 超級500賽  | 女子雙打 | 岩永鈴   | 冠軍   |
| 2024年 | 日本羽毛球公開賽         | 超級750賽  | 女子雙打 | 岩永鈴   | 準決賽 |
| 2024年 | 北極羽毛球公開賽         | 超級500賽  | 女子雙打 | 岩永鈴   | 準決賽 |
| 2024年 | 丹麥羽毛球公開賽         | 超級750賽  | 女子雙打 | 岩永鈴   | 冠軍   |
| 2025年 | 亞洲羽毛球混合團體錦標賽 | 其他       | 混合團體 | －       | 季軍   |
| 2025年 | 新加坡羽毛球公開賽       | 超級750賽  | 女子雙打 | 岩永鈴   | 亞軍   |

| 2007-2017年 | 首要超級賽 | 超級賽 | 黃金大獎賽 | 大獎賽 | 國際挑戰賽 | 國際系列賽 | 未來系列賽 | 其他 |

| 2018-2026年 | 總決賽 | 超級1000賽 | 超級750賽 | 超級500賽 | 超級300賽 | 超級100賽 | 國際挑戰賽 | 國際系列賽 | 未來系列賽 | 其他 |

### 奧運會和世錦賽參賽紀錄
|          | 搭檔   | 2021 | 2022 | 2023 |
| -------- | ------ | ---- | ---- | ---- |
| 女子雙打 | 岩永鈴 | 8強  | 16強 | 16強 |